# Померано
Померано (Pomerano) — язык немецких (померанских) переселенцев в Бразилии. Носителей языка называют померанос (Pomeranos, Pommeranos).

## История
С середины XIX века, особенно активно с 1870-х годов выходцы из Померании стали переселяться в Бразилию, преимущественно в восточный штат Эспириту-Санту. Первоначально в среде поселенцев использовался восточнопомеранский (восточнонижненемецкий) диалект, тогда как языком обучения в школе и языком церкви в большинстве общин был литературный немецкий.
Во времена президентства Жетулиу Варгаса немецкий язык был вытеснен из сферы школьного обучения бразильским вариантом португальского языка, однако диалект использовался вплоть до XXI века. В муниципалитетах Санта-Мария-ди-Жетиба и Вила-Паван померано был одним из официальных языков. Были созданы словарь (16000 слов) и учебник по языку померано.
В настоящее время язык померано используется в штатах Эспириту-Санту, Минас-Жерайс, Рондония, Санта-Катарина и Риу-Гранди-ду-Сул. Общее число носителей — около 300000 человек, из них 120000 в штате Эспириту-Санту.

## Языковые особенности
Язык померано отчётливо опознаётся как нижненемецкий по отсутствию следов второго передвижения согласных (ik — ich «я», wat — was «что», köpa — kaufen «купить»), а также по сохранению долгих вместо верхненемецких дифтонгов (rīra — reiten «ездить верхом», schrīva — schreiben «писать»). Присутствуют португальские заимствования (Semeador — Wochenblatt «еженедельник», Kavera — Kräuter «травы», Vend = Venda — Laden «магазин»).

### Примеры предложений
Приведённые особенности языка померано отражают следующие предложения (из церковной газеты O Semeador, июль 1993):
- Ik wi ok as wat schriva am Semeador (Ich will auch etwas schreiben im/an den Semeador) — Я тоже хочу кое-что написать в еженедельнике.
- Wenn a Mesch krank wür, wür Kavera Tee kokt (Wenn ein Mensch krank wurde, wurde Kräuter-Tee gekocht) — Когда заболел человек, был запарен чай на травах.
- Papa dei nana Vend rira un de alles köpa (Papa tat zu dem Laden reiten und tat alles kaufen) — Папа съездил до магазина и всё купил.